# Svetozár Hurban Vajanský

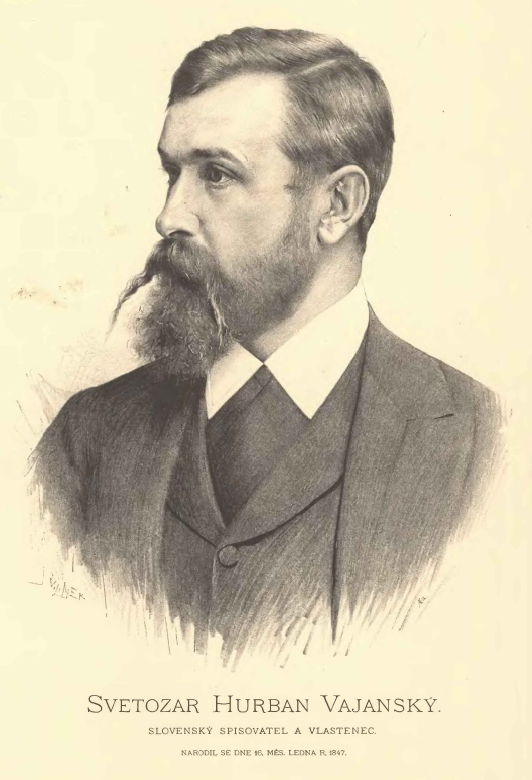
Svetozár Hurban-Vajanský (Illustration von Jan Vilímek)

Svetozár Hurban-Vajanský, eigentlich Svetozár Miloslav Hurban (* 16. Januar 1847 in Hlboké, Kaisertum Österreich, heute Slowakei; † 17. August 1916 in Martin, Österreich-Ungarn) war ein slowakischer Schriftsteller, Redakteur, Publizist und Politiker.

## Leben
Hurban wurde als ältester Sohn von Jozef Miloslav Hurban im Ort Hlboké bei Senica geboren. Er besuchte die Gymnasien in Modern (1858), Teschen (1858–61), Oberschützen (1861–63) und Stendal (1863–66) und legte das Abitur am Gymnasium von Neusohl ab. Aus persönlichen Gründen studierte er an einer juristischen Akademie in Pressburg, um dem Dienst im ungarischen Staatsapparat auszuweichen. 1874 hat er seine Anwaltsprüfung in Budapest bestanden. Er war jedoch nur wenig erfolgreich mit seiner Beschäftigung als Anwalt in Wien, Skalica, Námestovo und Liptau-Sankt Nikolaus, und sein Versuch, Professor in Bulgarien oder Russland zu werden, scheiterte.
Als Soldat beteiligte er sich 1878 an der österreichisch-ungarischen Okkupation des bisher osmanischen Bosnien-Herzegowina. Seit den 1870er Jahren war er als Politiker der Slowakischen Nationalpartei aktiv und wurde schließlich zum Redakteur und Schriftsteller. So war er 1878–1906 Redakteur und dann bis zu seinem Tod Chefredakteur der Zeitung Slovenské noviny (Slowakische Zeitung), 1881–90 Redakteur und 1890–1916 Eigentümer der Zeitschrift Slovenské pohľady (Slowakische Ansichten) und seit 1894 Stellvertreter des Frauenvereins Živena.
Er starb 1916 in Martin und ist heute auf dem Nationalfriedhof Martin begraben.

## Politische Ansichten
Als Mitglied der Slowakischen Nationalpartei hat er sich in der Politik engagiert und war zur Zeit der k.u.k.-Monarchie Hauptideologe und Leiter der slowakischen Nationalbewegung. Er förderte die engere Zusammenarbeit der slowakischen Intelligenz mit der einfachen Landbevölkerung, insbesondere seit den 1890er Jahren. Diese Versuche blieben jedoch zumeist erfolglos. Daneben hatte er Kontakt zu den führenden Persönlichkeiten des tschechischen politischen und kulturellen Lebens und um die Jahrhundertwende befürwortete er die engere Zusammenarbeit mit den, seiner Ansicht nach, unterdrückten Völkern des Königreichs Ungarn. Wegen seiner politischen Aktivitäten und seiner Rolle in der slowakischen Nationalbewegung wurde er mehrfach von den ungarischen Behörden inhaftiert.
Außenpolitisch orientierte sich Hurban Vajanský am Modell der slawischen Gegenseitigkeit unter der Führung des russischen Imperiums. Innenpolitisch sind die späteren Jahre durch Konflikte mit einer Fraktion der Slowakischen Nationalpartei, der hlasisti, welche quasi eine Opposition zur Vajanskýs Politik bildeten, gezeichnet, was Vajanský als Bedrohung der slowakischen Einigkeit verstand.

## Literarisches Werk
In den Jahren am Gymnasium hat sich Vajanský neben der einheimischen auch an der deutschen Literatur orientiert, später änderte er seine Orientierung hin zur russischen Literatur. Er war Darsteller des slowakischen Realismus mit einigen Merkmalen der Moderne. Er war hauptsächlich Autor von Prosa, schuf aber auch Dichtungen. Daneben war er Literaturkritiker und Publizist.
Dichterische Werke
- 1878 – Jaderské listy (Die Adria-Briefe)
- 1880 – Tatry a more (Die Tatra und das Meer)
- 1884 – Spod jarma (Unterm Joch)
- 1885 – Vilín
- 1890 – Verše (Verse, eine Sammlung)

Prosa
- 1874 – Duchovia sudov. Obrázok z novejších časov (Fassgeister. Ein Bild aus der neueren Zeit)
- 1880 – Ľalie (Lilien)
- 1883 – Besedy a dumy (Gespräche und Gedichte)
- 1884 – Suchá ratolesť (Ein dürrer Ast)
- 1893 – Rozpomienky z väzenia (Erinnerungen aus dem Gefängnis)
- 1893 – Podivíni
- 1893 – Pustokvet
- 1893 – Babie leto (Altweibersommer)
- 1895–96 – Koreň a výhonky (Wurzel und Schösslinge)
- 1901 – Kotlín
- 1904 – Blíženci (Zwillinge)
- 1905 – Husľa
- 1907 – Mier duše (Seelenfrieden)
- 1907 – Pustokvet

Reiseberichte
- 1901 Dubrovník – Cetinje (Dubrovnik – Cetinje)
- 1905 Volosko – Venecia (Volosko – Venedig)
- 1910 Sofia – Pleven (Sofia – Plewen)

Literarische Kritik
- 1956 – State o slovenskej literatúre (Artikel über die slowakische Literatur)
- 1957 – State o svetovej literatúre (Artikel über die Weltliteratur)

Andere
- 1886 – Umenie a národnosť (Kunst und Nationalität)
- 1897 – Storočná pamiatka narodenia Štefana Moyzesa 1797–1897 (Die hundertjährige Erinnerung an die Geburt von Štefan Moyzes 1797–1897)
- 1897 – Nálady a výhľady (Launen und Aussichten)
- 1900 – Politický proces 28 Slovákov a Sloveniek pre búrenie, jehož záverečné pojednávanie bolo pred kráľ. súdnou stolicou v Banskej Bystrici dňa 4. a 5. januára 1900 (Politischer Prozess gegen 28 Slowaken und Slowakinnen für Widersetzlichkeit, dessen letzte Verhandlung am 4. und 5. Januar 1900 im königlichen Komitatsgericht zu Neusohl stattfand)
- 1903 – Väzeňské rozpomienky zo svojho jednoročného segedínskeho a trimesačného baňskobystrického väzenia (Erinnerungen an das einjährige Gefängnis in Segedin und dreimonatiges Gefängnis in Neusohl)
- 1908 – Listy z Uhorska (Briefe aus Ungarn)

## Würdigung
Nach Vajanský sind Straßen in verschiedenen slowakischen Städten sowie eine Straße am Donauufer (Vajanského nábrežie) in der Altstadt von Bratislava genannt. In der Hohen Tatra trägt ein Wasserfall (Vajanského vodopád) seinen Namen.